# Bissau
Bissau Bissau-Guinea fővárosa, és egyben legnagyobb városa 407 424 fős népességével (2007-ben). Az ország közigazgatási, gazdasági és közlekedési központja. Itt található az ország legnagyobb kikötője az Atlanti-óceánba ömlő Geba folyó tölcsértorkolatánál, és itt van az ország egyetlen nemzetközi repülőtere is, az Osvaldo Vieira nemzetközi repülőtér. A város határos a Bissaui Autonóm Területtel.

## Földrajz
Bissau az északi szélesség 11°52' és a nyugati hosszúság 15°36' fokánál terül el, a Geba folyó tölcsértorkolatánál, az Atlanti-óceán partján. A Bissau környéki táj rendkívül alacsonyan fekszik és a folyó megközelíthető nagy óceánjárókkal is, mivel a torkolata a várostól 80 km-re nyúlik be.

### Éghajlat
Bissau éghajlata trópusi szavanna, mely a megszokottnál csapadékosabb, de még nem nevezhető monszun éghajlatnak. Novembertől májusig egyáltalán nem esik eső, de a maradék öt hónapban 2020 mm csapadék éri a várost (összehasonlítva a északra elterülő Conakry és Banjul 3784, illetve 1296 mm-t kap ebben az időszakban). Az esős évszakban és az előtte álló három hónapban a magas páratartalom és a forróság elviselhetetlenné teszi az időt.
| Hónap                                                                                              | Jan. | Feb. | Már. | Ápr. | Máj. | Jún. | Júl. | Aug. | Szep. | Okt. | Nov. | Dec. | Év   |
| -------------------------------------------------------------------------------------------------- | ---- | ---- | ---- | ---- | ---- | ---- | ---- | ---- | ----- | ---- | ---- | ---- | ---- |
| Rekord max. hőmérséklet (°C)                                                                       | 36,7 | 38,3 | 38,9 | 41,1 | 39,4 | 35,6 | 33,3 | 32,8 | 33,9  | 34,4 | 35,0 | 35,6 | 41,1 |
| Átlagos max. hőmérséklet (°C)                                                                      | 31,1 | 32,8 | 33,9 | 33,3 | 32,8 | 31,1 | 29,4 | 30,0 | 30,0  | 31,1 | 31,7 | 30,6 | 31,5 |
| Átlagos min. hőmérséklet (°C)                                                                      | 17,8 | 18,3 | 19,4 | 20,6 | 22,2 | 22,8 | 22,8 | 22,8 | 22,8  | 22,8 | 22,2 | 18,9 | 21,1 |
| Rekord min. hőmérséklet (°C)                                                                       | 12,2 | 13,3 | 15,6 | 16,7 | 17,2 | 19,4 | 19,4 | 19,4 | 19,4  | 20,0 | 15,0 | 12,8 | 12,2 |
| Átl. csapadékmennyiség (mm)                                                                        | 1    | 1    | 1    | 1    | 17   | 175  | 473  | 683  | 435   | 195  | 41   | 2    | 2023 |
| Havi napsütéses órák száma                                                                         | 248  | 226  | 279  | 270  | 248  | 210  | 186  | 155  | 180   | 217  | 240  | 248  | 2707 |
| Forrás: Sistema de Clasificación Bioclimática Mundial World Climate Guides (napsütéses órák száma) |      |      |      |      |      |      |      |      |       |      |      |      |      |

## Történelem

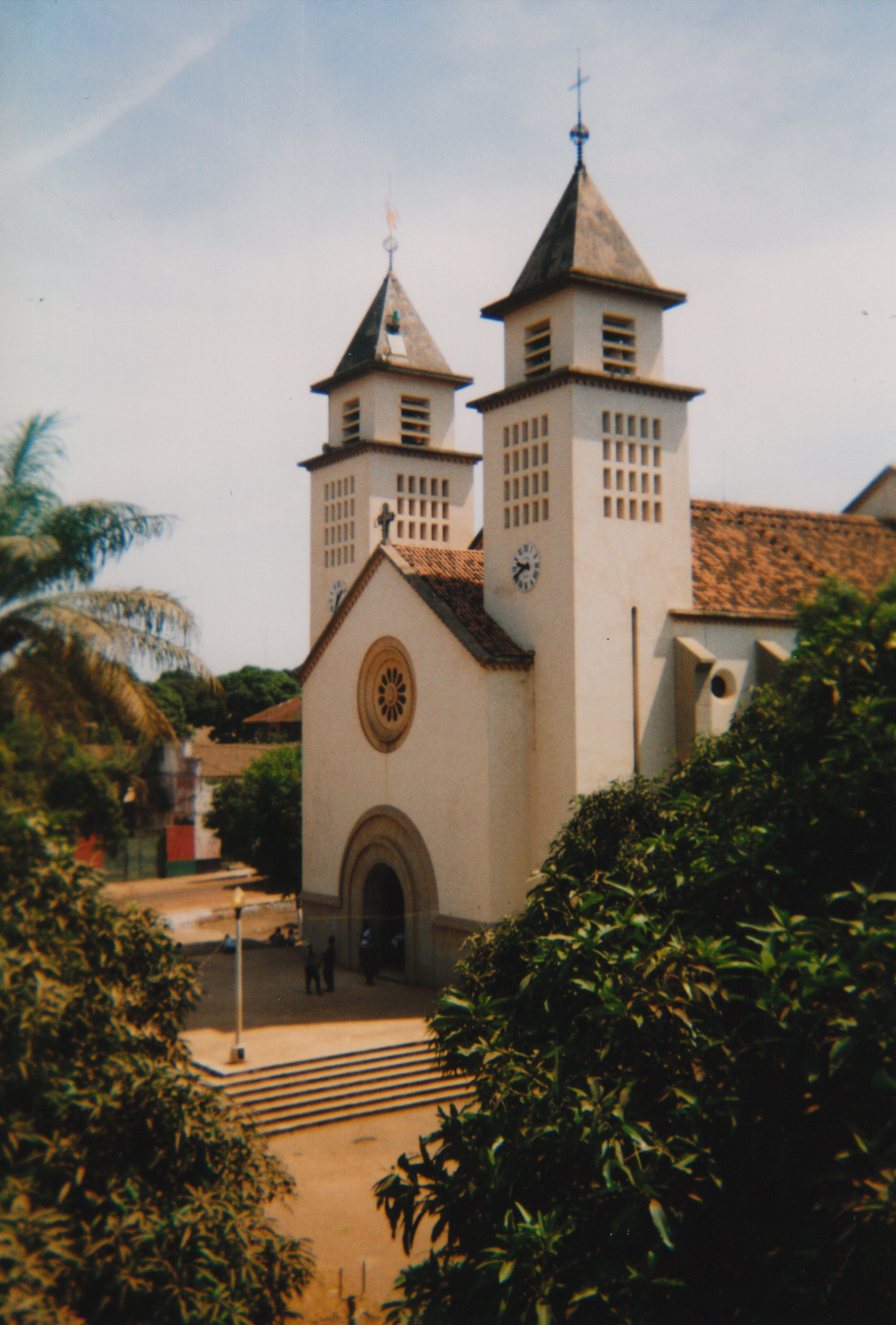
A bissaui katedrális

A várost a portugálok alapították 1687-ben, mint erődített kikötő és kereskedelmi központ. 1942-ben Portugál Guinea gyarmati fővárosa lett. Miután a PAIGC gyarmatellenes gerillái 1973-ban kikiáltották a függetlenséget, a de facto független területek fővárosa Madina do Boe lett, de Bissau megmaradt a portugálok által megszállt területek és Portugál Guinea de jure fővárosának. Mikor 1974-ben Portugália elismerte Bissau-Guinea függetlenségét az április 25-ei katonai puccs után, a két terület egyesült és Bissau lett az új független állam fővárosa. A város évente megrendezett karneváljai után vált ismertté.

## Népessége
Az utolsó hivatalos népszámlálás 1991-ben volt az országban, ekkor a város/régió 195 389 lakossal rendelkezett. 2007-ben az Instituto Nacional de Estatística e Censos becslése szerint a város lakossága 407 424 fő volt.

## Gazdasága
Bissau az ország legnagyobb városa, fontos kikötőváros, oktatási, közigazgatási és katonai központ. A legfontosabb termékek közé a földimogyoró, a szerszámfa, a kopra, a pálmaolaj és a gumi tartozik. Itt található az ország egyetlen nemzetközi repülőtere is, az Osvaldo Vieira nemzetközi repülőtér. A várost a szegénység és a fejlődés hiánya jellemzi.

## Nevezetességei
A város látnivalói közé tartozik a portugál építésű 18. századi Fortaleza de São José da Amura barakkok, benne Amílcar Cabral mauzóleuma, a Pidjiguiti emlékmű, melyet az 1959. augusztus 3-ai bissaui dokkmunkáslázadás áldozatainak emlékére emeltek, a Bissau-Guineai Nemzeti Művészeti Intézet, a Bissaui Új Stadion és a helyi strandok. Sok épület megrongálódott a Bissau-Guineai polgárháborúban (1998-1999), köztük a Bissau-Guineai Elnöki Palota és a Bissaui Francia Kulturális Központ. A városközpont meglehetősen elmaradott.

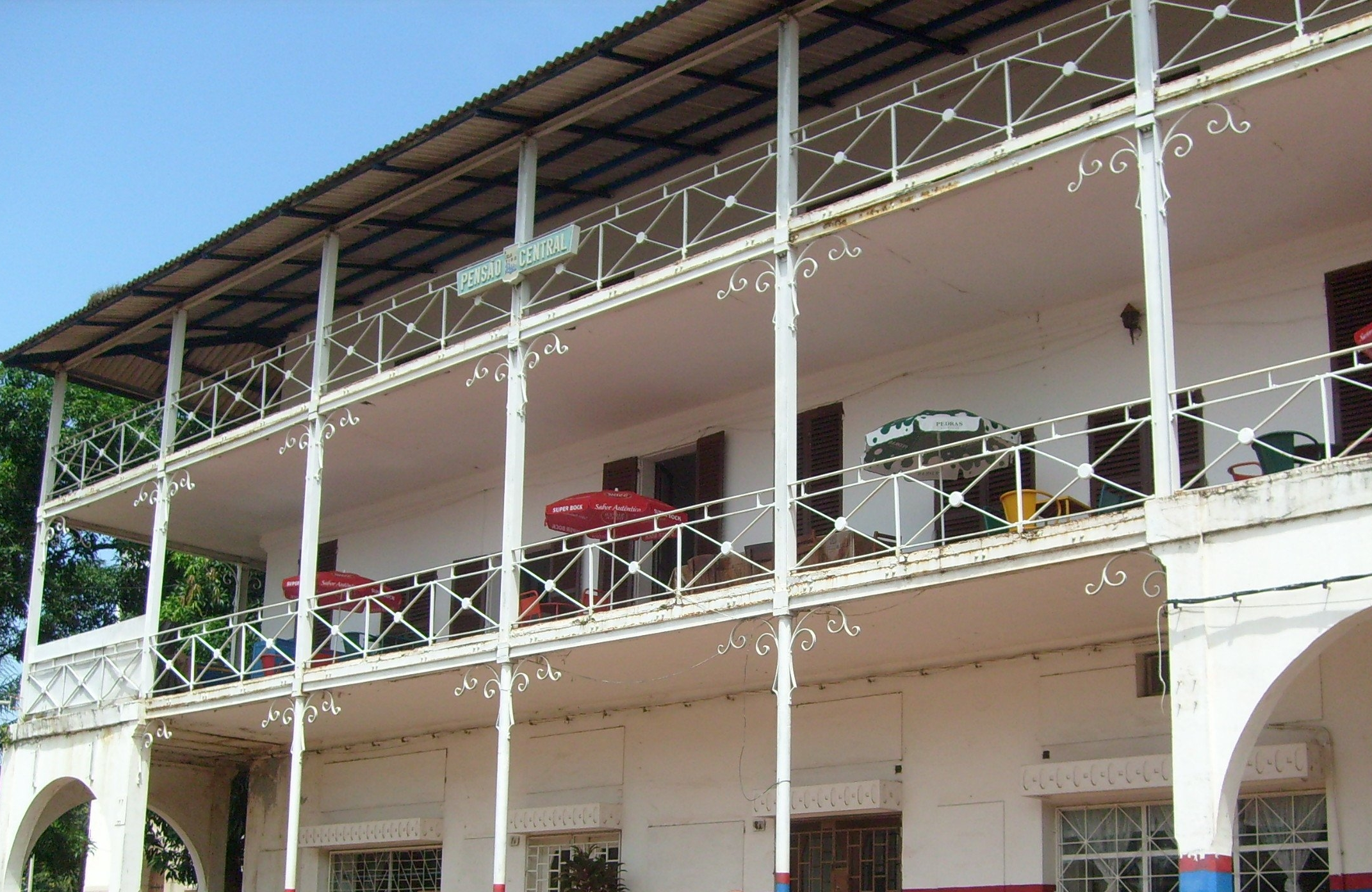
Pensão Central gyarmati oromzata a belvárosban
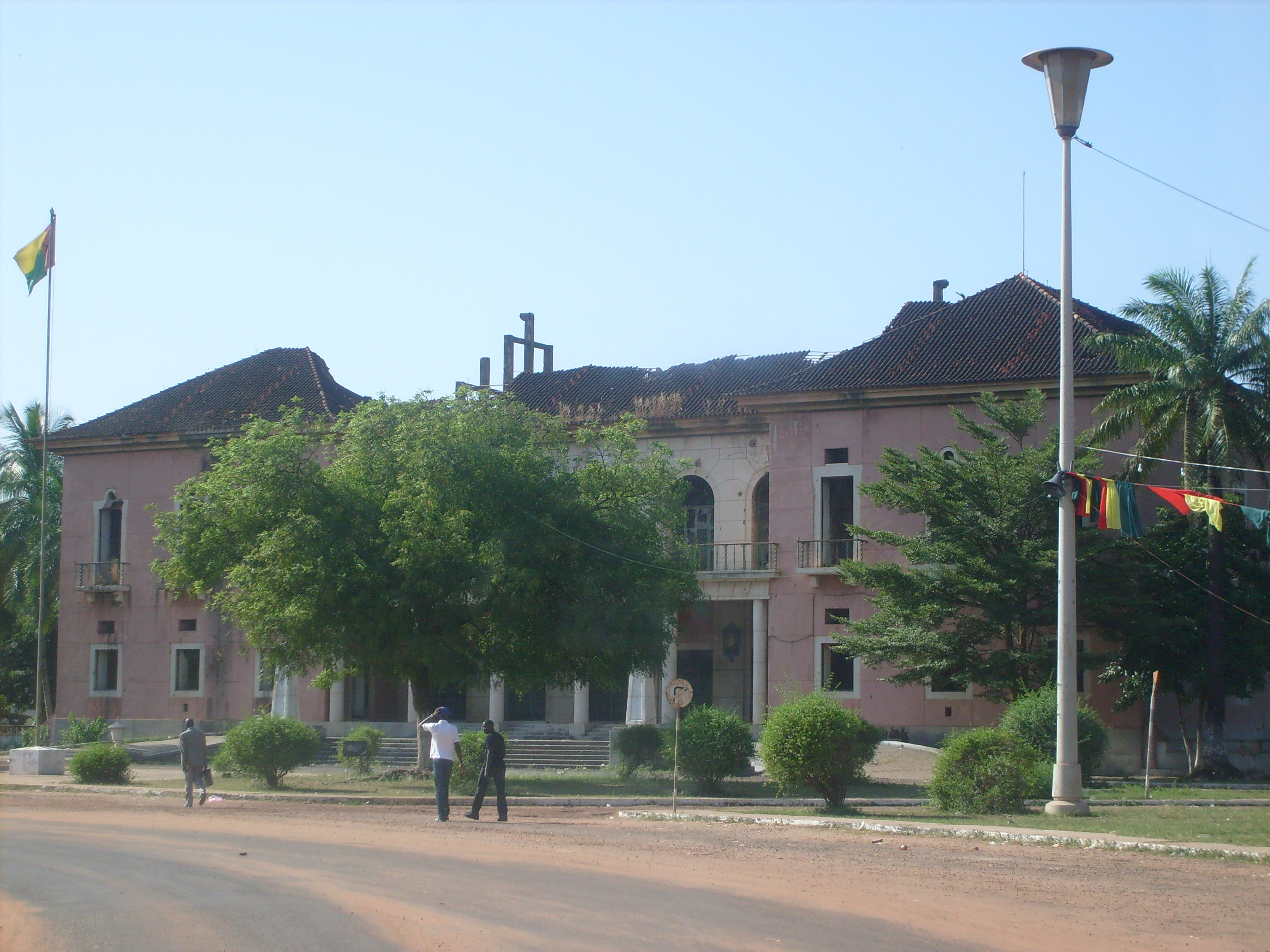
Az előző elnöki palota romjai
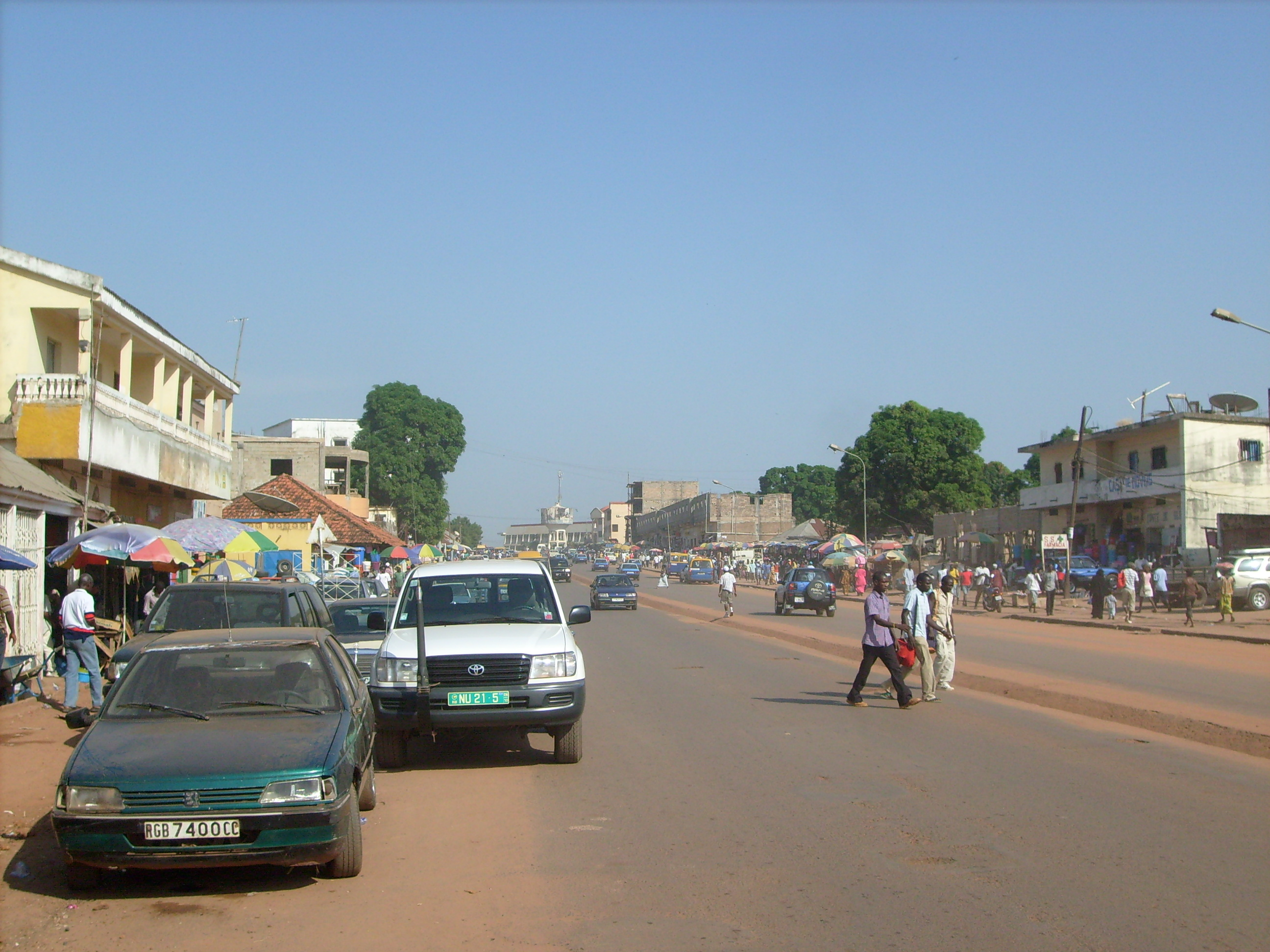
A reptérről a Parlamenthez vezető út
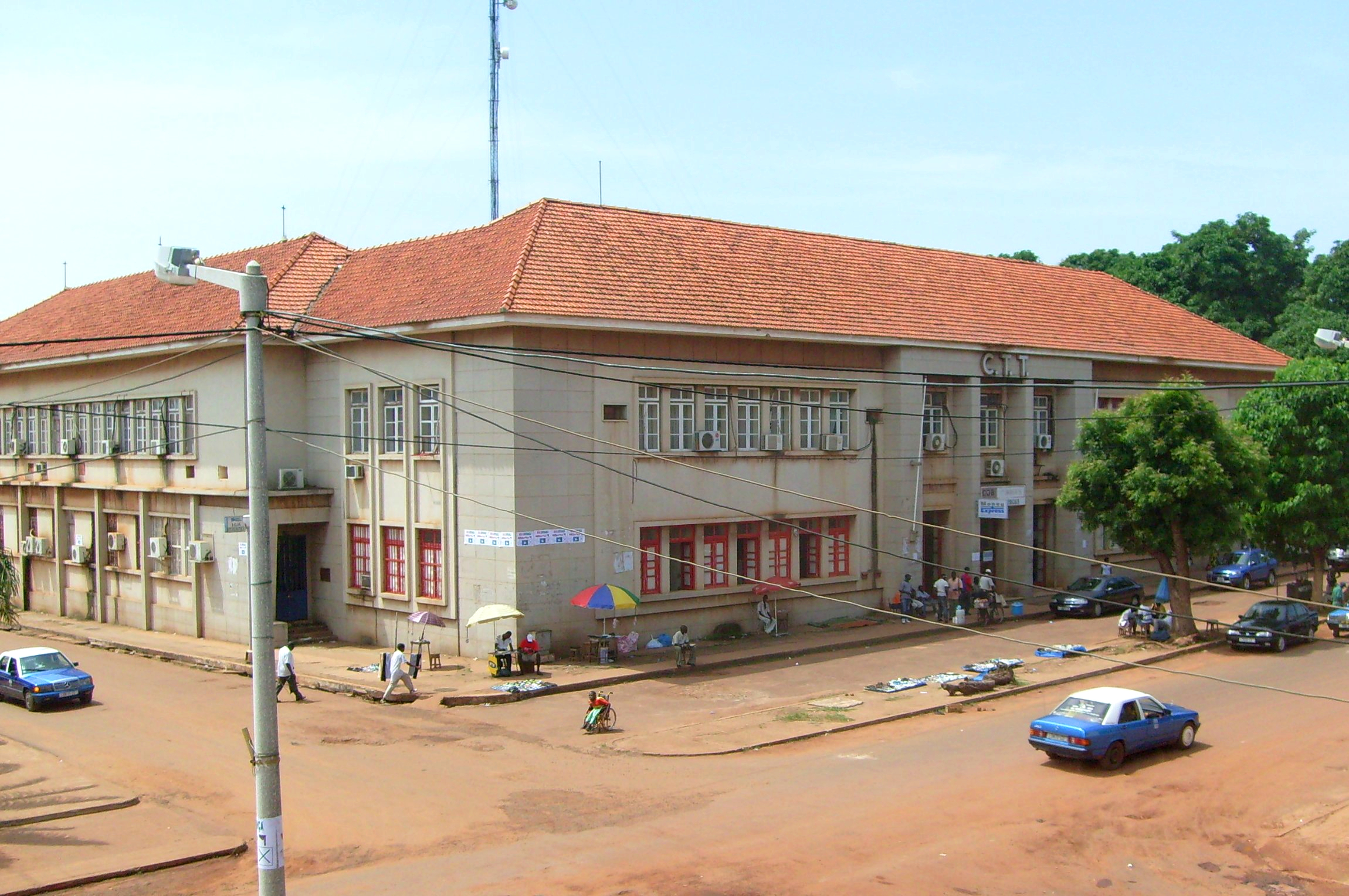
A központi postai iroda épülete
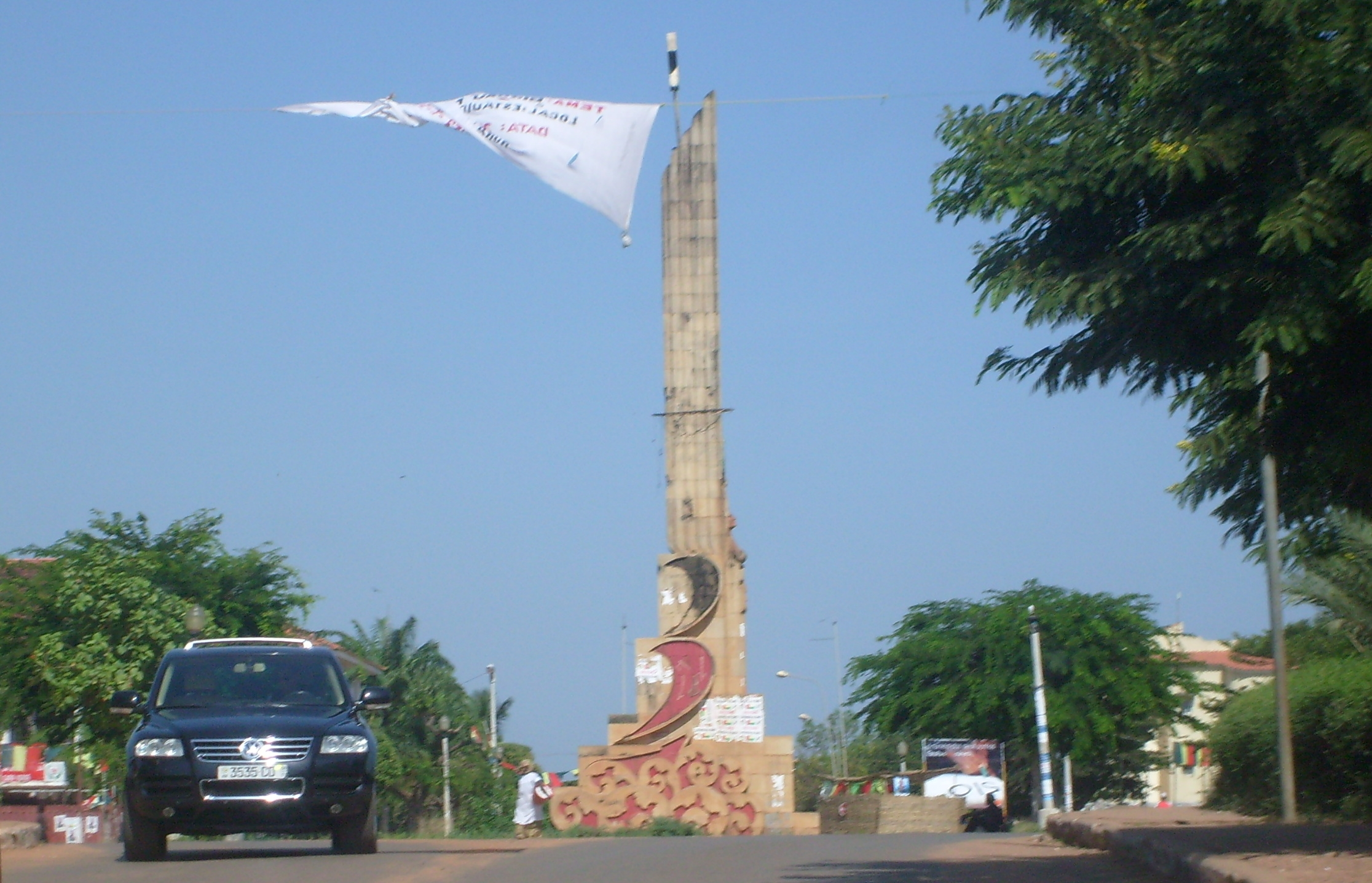
Határkő a városközpontban
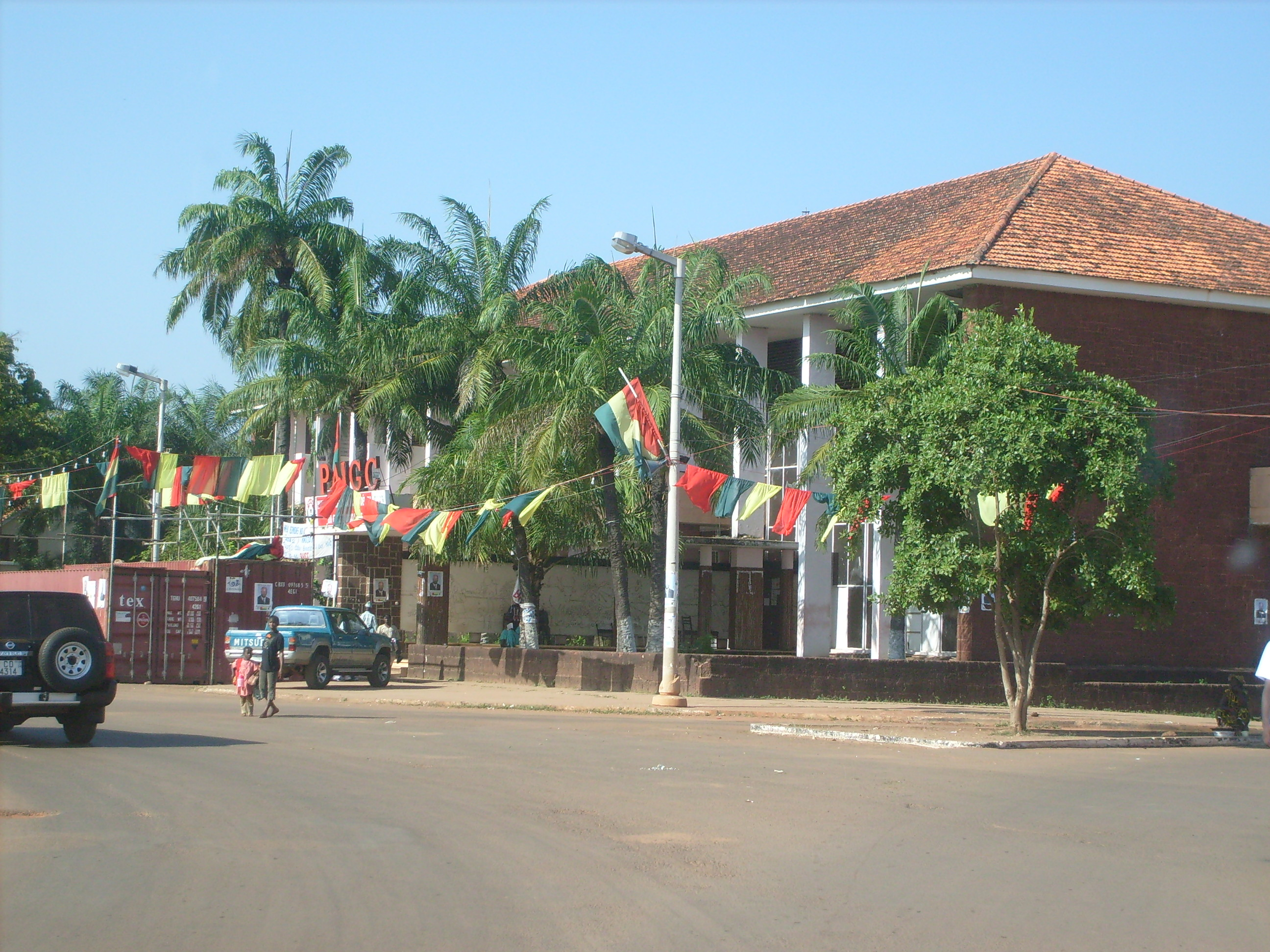
A PAIGC székhelye
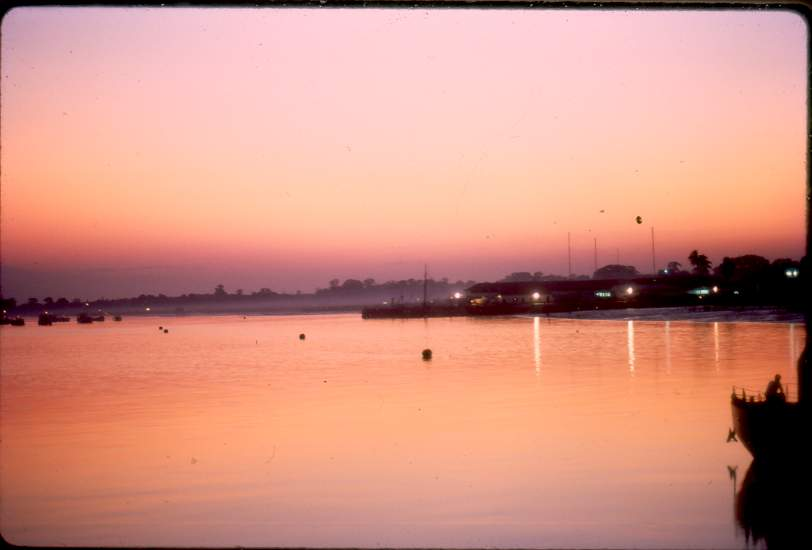
A kikötő

## Testvérvárosai
- Águenda
- Dakar
- Tajpej
- Praia

## Fordítás
Ez a szócikk részben vagy egészben  a   Bissau című angol Wikipédia-szócikk ezen változatának fordításán alapul.  Az eredeti cikk szerkesztőit annak laptörténete sorolja fel. Ez a jelzés csupán a megfogalmazás eredetét és a szerzői jogokat jelzi, nem szolgál a cikkben szereplő információk forrásmegjelöléseként.